# Haplochromis
Genre
Haplochromis est un genre regroupant de nombreuses espèces de poissons de la famille des cichlidés. Bon nombre de ces espèces sont endémiques du Lac Victoria, en Afrique orientale. L'introduction de la Perche du Nil en 1954 dans le Lac Victoria a conduit environ 200 espèces d'Haplochromis à l'extinction et de nombreuses autres sont actuellement menacées ou en danger critique d'extinction. Certaines espèces du lac Tanganika et du lac Malawi, autrefois placées dans ce genre, ont été déplacées dans d'autres genres de cichlidés comme Astatotilapia, Pseudocrenilabrus ou Pundamilia.

## Liste des espèces

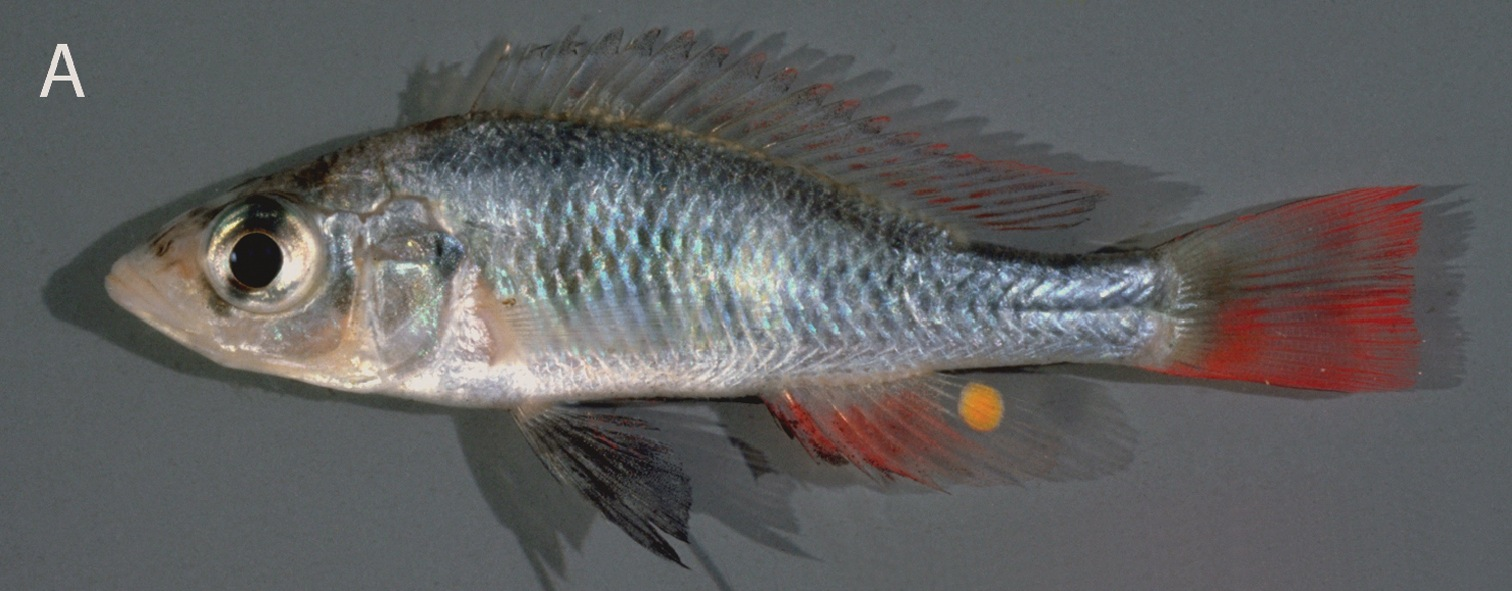
Haplochromis argens de Zeeuw, Westbroek & Witte, 2013

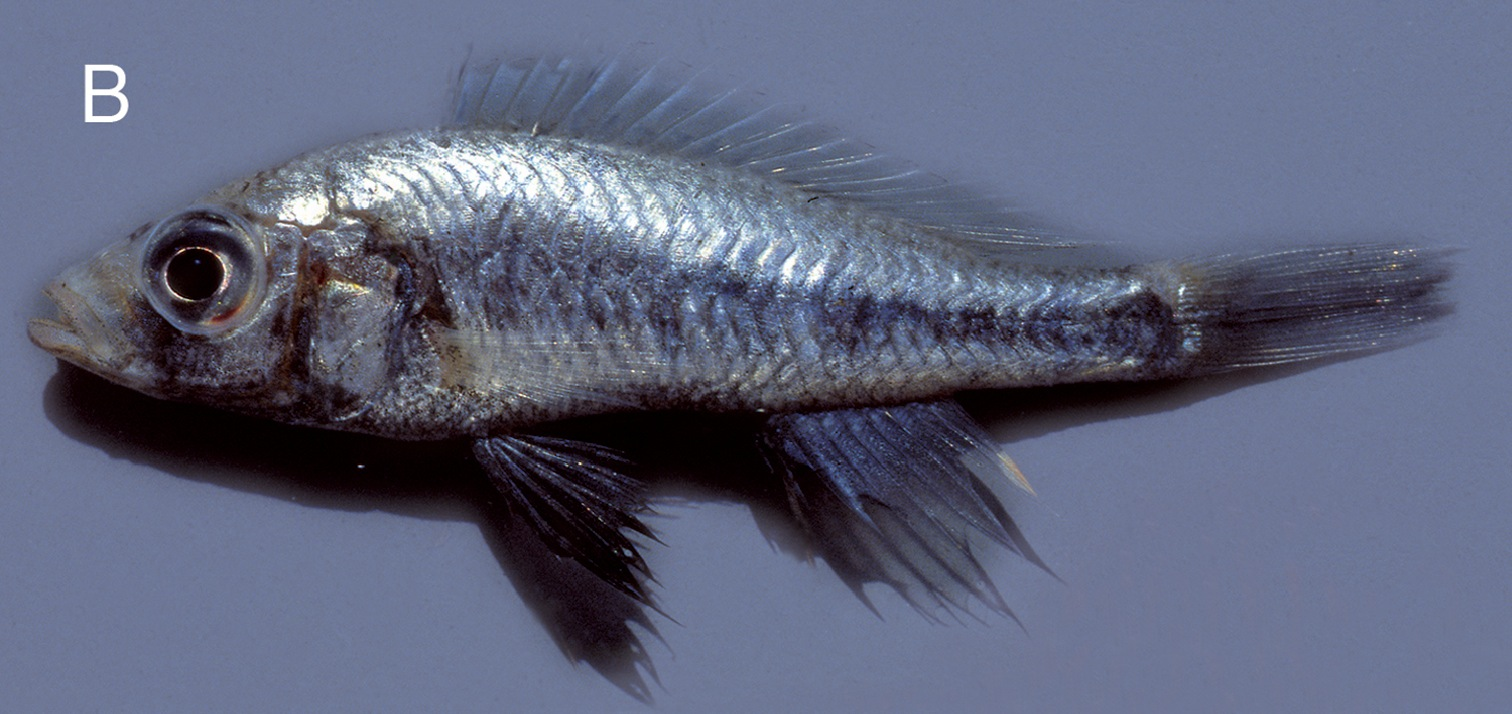
Haplochromis goldschmidti Witte, Westbroek & de Zeeuw, 2013

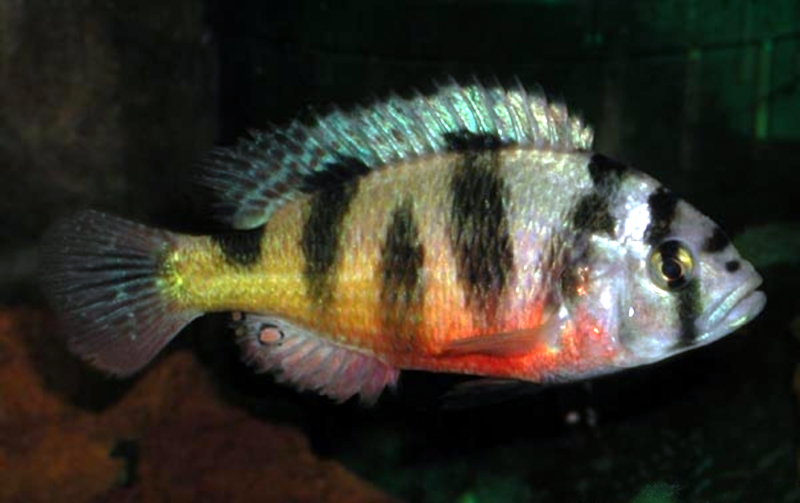
Haplochromis latifasciatus Regan, 1929

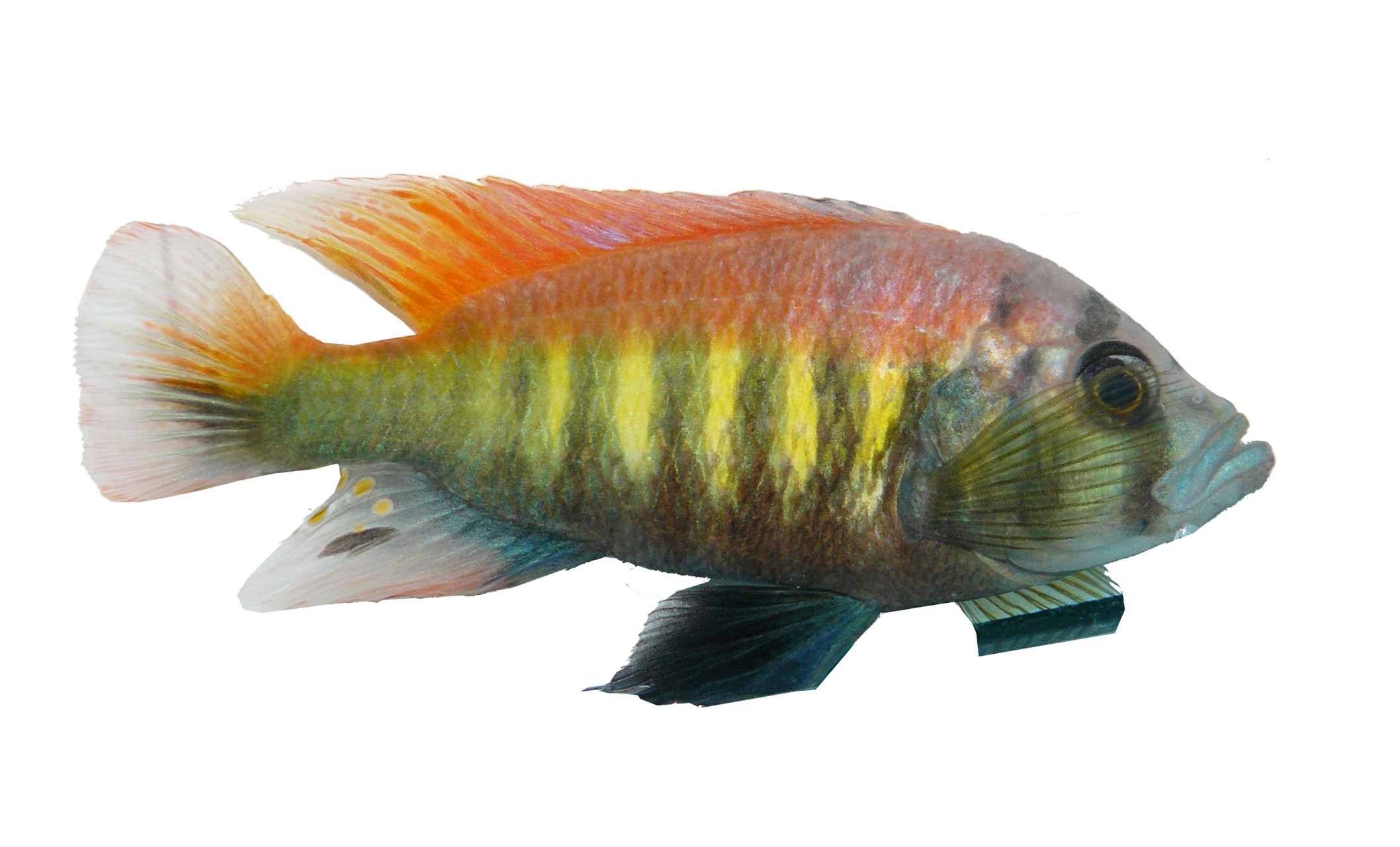
Haplochromis nyererei Witte-Maas & Witte, 1985

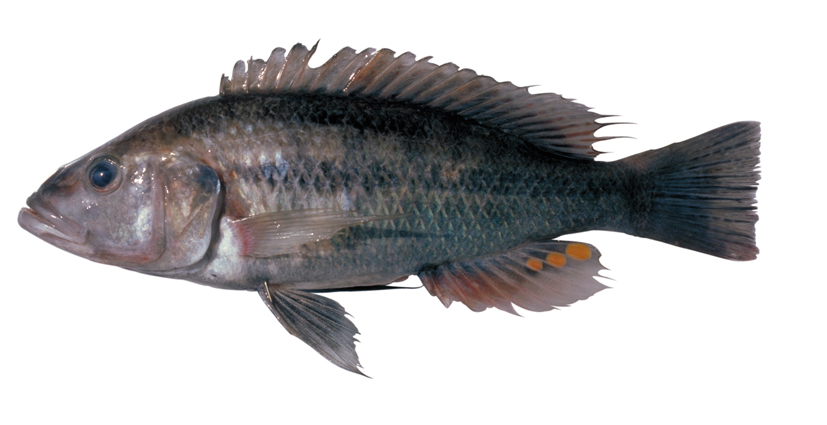
Haplochromis vonlinnei van Oijen & de Zeeuw, 2008

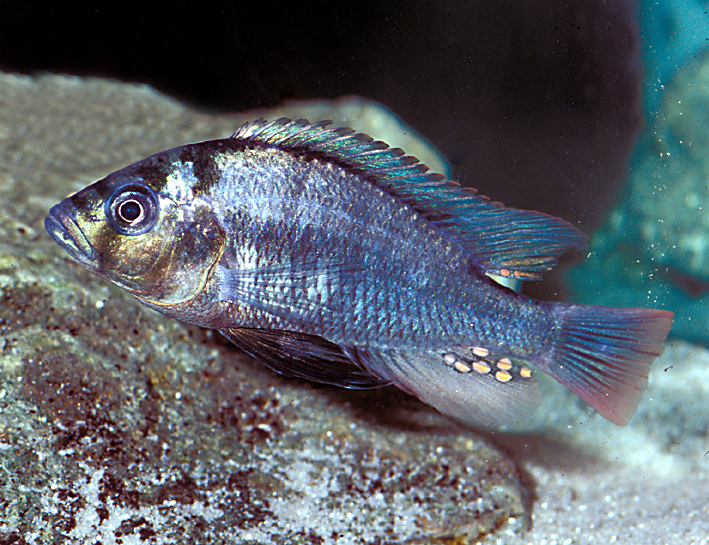
Haplochromis commutabilis Schraml, 2004

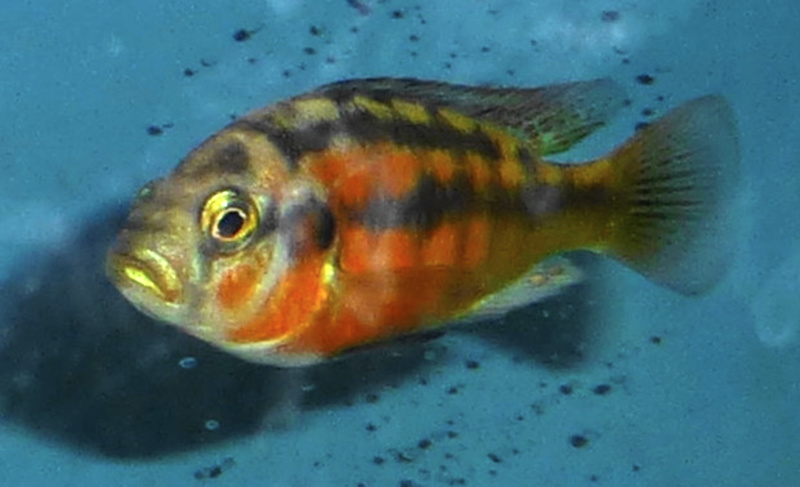
Haplochromis sauvagei (Pfeffer, 1896)

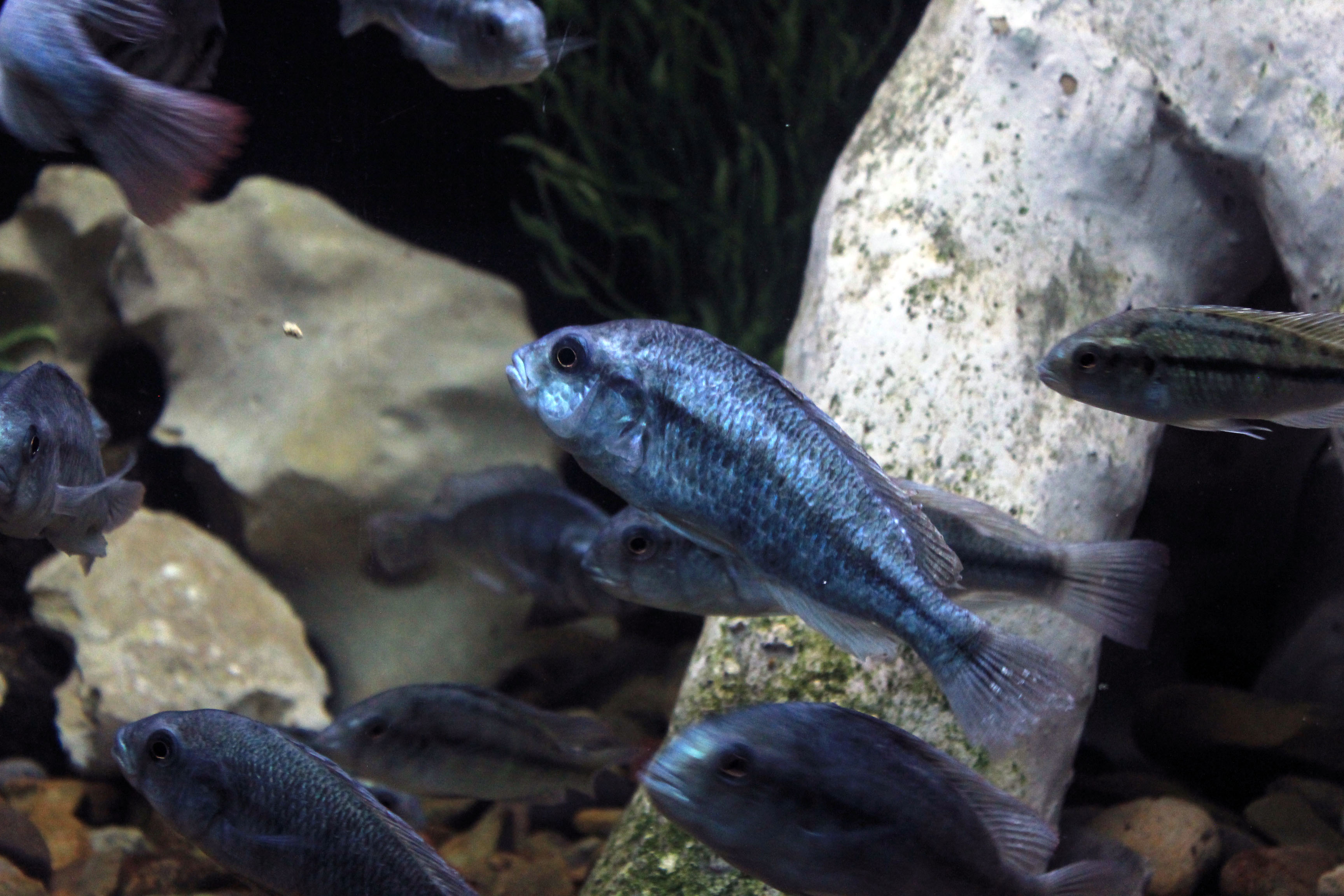
Haplochromis degeni (Boulenger, 1906)

Selon FishBase (31 janvier 2017) il y a 230 espèces référencées :
- Haplochromis acidens Greenwood, 1967
- Haplochromis adolphifrederici (Boulenger, 1914)
- Haplochromis aelocephalus Greenwood, 1959
- Haplochromis aeneocolor Greenwood, 1973
- Haplochromis akika Lippitsch, 2003
- Haplochromis albertianus Regan, 1929
- Haplochromis altigenis Regan, 1922
- Haplochromis ampullarostratus Schraml, 2004
- Haplochromis angustifrons Boulenger, 1914
- Haplochromis annectidens Trewavas, 1933
- Haplochromis antleter Mietes & Witte, 2010
- Haplochromis apogonoides Greenwood, 1967
- Haplochromis arcanus Greenwood & Gee, 1969
- Haplochromis argens Not applicable
- Haplochromis argens de Zeeuw, Westbroek & Witte, 2013
- Haplochromis argenteus Regan, 1922
- Haplochromis artaxerxes Greenwood, 1962
- Haplochromis astatodon Regan, 1921
- Haplochromis avium Regan, 1929
- Haplochromis azureus (Seehausen & Lippitsch, 1998)
- Haplochromis barbarae Greenwood, 1967
- Haplochromis bareli van Oijen, 1991
- Haplochromis bartoni Greenwood, 1962
- Haplochromis bayoni (Boulenger, 1909)
- Haplochromis beadlei Trewavas, 1933
- Haplochromis bicolor Boulenger, 1906
- Haplochromis boops Greenwood, 1967
- Haplochromis brownae Greenwood, 1962
- Haplochromis bullatus Trewavas, 1938
- Haplochromis bwathondii Niemantsverdriet & Witte, 2010
- Haplochromis cassius Greenwood & Barel, 1978
- Haplochromis cavifrons (Hilgendorf, 1888)
- Haplochromis chilotes (Boulenger, 1911)
- Haplochromis chlorochrous Greenwood & Gee, 1969
- Haplochromis chromogynos Greenwood, 1959
- Haplochromis chrysogynaion van Oijen, 1991
- Haplochromis cinctus Greenwood & Gee, 1969
- Haplochromis cinereus (Boulenger, 1906)
- Haplochromis cnester Witte & Witte-Maas, 1981
- Haplochromis commutabilis Schraml, 2004
- Haplochromis coprologus Niemantsverdriet & Witte, 2010
- Haplochromis crassilabris Boulenger, 1906
- Haplochromis crebridens Snoeks, de Vos, Coenen & Thys van den Audenaerde, 1990
- Haplochromis crocopeplus Greenwood & Barel, 1978
- Haplochromis cronus Greenwood, 1959
- Haplochromis cryptodon Greenwood, 1959
- Haplochromis cryptogramma Greenwood & Gee, 1969
- Haplochromis cyaneus Seehausen, Bouton & Zwennes, 1998
- Haplochromis decticostoma Greenwood & Gee, 1969
- Haplochromis degeni (Boulenger, 1906)
- Haplochromis dentex Regan, 1922
- Haplochromis dichrourus Regan, 1922
- Haplochromis diplotaenia Regan & Trewavas, 1928
- Haplochromis dolichorhynchus Greenwood & Gee, 1969
- Haplochromis dolorosus Trewavas, 1933
- Haplochromis eduardianus (Boulenger, 1914)
- Haplochromis eduardii Regan, 1921
- Haplochromis elegans Trewavas, 1933
- Haplochromis empodisma Greenwood, 1960
- Haplochromis engystoma Trewavas, 1933
- Haplochromis erythrocephalus Greenwood & Gee, 1969
- Haplochromis erythromaculatus De Vos, Snoeks & Thys van den Audenaerde, 1991
- Haplochromis estor Regan, 1929
- Haplochromis eutaenia Regan & Trewavas, 1928
- Haplochromis exspectatus Schraml, 2004
- Haplochromis fischeri Seegers, 2008
- Haplochromis flavipinnis (Boulenger, 1906)
- Haplochromis flavus Seehausen, Zwennes & Lippitsch, 1998
- Haplochromis fuelleborni (Hilgendorf & Pappenheim, 1903)
- Haplochromis fuscus Regan, 1925
- Haplochromis fusiformis Greenwood & Gee, 1969
- Haplochromis gigas (Seehausen & Lippitsch, 1998)
- Haplochromis gigliolii (Pfeffer, 1896)
- Haplochromis gilberti Greenwood & Gee, 1969
- Haplochromis goldschmidti Witte, Westbroek & de Zeeuw, 2013
- Haplochromis gowersii Trewavas, 1928
- Haplochromis gracilior Boulenger, 1914
- Haplochromis granti Boulenger, 1906
- Haplochromis graueri Boulenger, 1914
- Haplochromis greenwoodi (Seehausen & Bouton, 1998)
- Haplochromis guiarti (Pellegrin, 1904)
- Haplochromis harpakteridion van Oijen, 1991
- Haplochromis heusinkveldi Witte & Witte-Maas, 1987
- Haplochromis hiatus Hoogerhoud & Witte, 1981
- Haplochromis howesi van Oijen, 1992
- Haplochromis humilior (Boulenger, 1911)
- Haplochromis humilis (Steindachner, 1866)
- Haplochromis igneopinnis (Seehausen & Lippitsch, 1998)
- Haplochromis insidiae Snoeks, 1994
- Haplochromis iris Hoogerhoud & Witte, 1981
- Haplochromis ishmaeli Boulenger, 1906
- Haplochromis kamiranzovu Snoeks, Coenen & Thys van den Audenaerde, 1984
- Haplochromis katavi Seegers, 1996
- Haplochromis katonga Schraml & Tichy, 2010
- Haplochromis katunzii ter Huurne & Witte, 2010
- Haplochromis kujunjui van Oijen, 1991
- Haplochromis labiatus Trewavas, 1933
- Haplochromis labriformis (Nichols & La Monte, 1938)
- Haplochromis lacrimosus (Boulenger, 1906)
- Haplochromis laparogramma Greenwood & Gee, 1969
- Haplochromis latifasciatus Regan, 1929
- Haplochromis limax Trewavas, 1933
- Haplochromis lividus Greenwood, 1956
- Haplochromis loati Greenwood, 1971
- Haplochromis longirostris (Hilgendorf, 1888)
- Haplochromis luteus (Seehausen & Bouton, 1998)
- Haplochromis macconneli Greenwood, 1974
- Haplochromis macrocephalus (Seehausen & Bouton, 1998)
- Haplochromis macrognathus Regan, 1922
- Haplochromis macrops (Boulenger, 1911)
- Haplochromis macropsoides Greenwood, 1973
- Haplochromis maculipinna (Pellegrin, 1913)
- Haplochromis mahagiensis David & Poll, 1937
- Haplochromis maisomei van Oijen, 1991
- Haplochromis malacophagus Poll & Damas, 1939
- Haplochromis mandibularis Greenwood, 1962
- Haplochromis martini (Boulenger, 1906)
- Haplochromis maxillaris Trewavas, 1928
- Haplochromis mbipi (Lippitsch & Bouton, 1998)
- Haplochromis megalops Greenwood & Gee, 1969
- Haplochromis melanopterus Trewavas, 1928
- Haplochromis melanopus Regan, 1922
- Haplochromis melichrous Greenwood & Gee, 1969
- Haplochromis mentatus Regan, 1925
- Haplochromis mento Regan, 1922
- Haplochromis michaeli Trewavas, 1928
- Haplochromis microchrysomelas Snoeks, 1994
- Haplochromis microdon (Boulenger, 1906)
- Haplochromis multiocellatus (Boulenger, 1913)
- Haplochromis mylergates Greenwood & Barel, 1978
- Haplochromis mylodon Greenwood, 1973
- Haplochromis nanoserranus Greenwood & Barel, 1978
- Haplochromis nigrescens (Pellegrin, 1909)
- Haplochromis nigricans (Boulenger, 1906)
- Haplochromis nigripinnis Regan, 1921
- Haplochromis nigroides (Pellegrin, 1928)
- Haplochromis niloticus Greenwood, 1960
- Haplochromis nubilus (Boulenger, 1906)
- Haplochromis nuchisquamulatus (Hilgendorf, 1888)
- Haplochromis nyanzae Greenwood, 1962
- Haplochromis nyererei Witte-Maas & Witte, 1985
- Haplochromis obesus (Boulenger, 1906)
- Haplochromis obliquidens (Hilgendorf, 1888)
- Haplochromis obtusidens Trewavas, 1928
- Haplochromis occultidens Snoeks, 1988
- Haplochromis oligolepis Lippitsch, 2003
- Haplochromis olivaceus Snoeks, de Vos, Coenen & Thys van den Audenaerde, 1990
- Haplochromis omnicaeruleus (Seehausen & Bouton, 1998)
- Haplochromis oregosoma Greenwood, 1973
- Haplochromis orthostoma Regan, 1922
- Haplochromis pachycephalus Greenwood, 1967
- Haplochromis pallidus (Boulenger, 1911)
- Haplochromis paludinosus (Greenwood, 1980)
- Haplochromis pancitrinus Mietes & Witte, 2010
- Haplochromis pappenheimi (Boulenger, 1914)
- Haplochromis paradoxus (Lippitsch & Kaufman, 2003)
- Haplochromis paraguiarti Greenwood, 1967
- Haplochromis paraplagiostoma Greenwood & Gee, 1969
- Haplochromis paropius Greenwood & Gee, 1969
- Haplochromis parorthostoma Greenwood, 1967
- Haplochromis parvidens (Boulenger, 1911)
- Haplochromis paucidens Regan, 1921
- Haplochromis pellegrini Regan, 1922
- Haplochromis percoides Boulenger, 1906
- Haplochromis perrieri (Pellegrin, 1909)
- Haplochromis petronius Greenwood, 1973
- Haplochromis pharyngalis Poll & Damas, 1939
- Haplochromis pharyngomylus Regan, 1929
- Haplochromis phytophagus Greenwood, 1966
- Haplochromis piceatus Greenwood & Gee, 1969
- Haplochromis pitmani Fowler, 1936
- Haplochromis placodus Poll & Damas, 1939
- Haplochromis plagiodon Regan & Trewavas, 1928
- Haplochromis plagiostoma Regan, 1922
- Haplochromis plutonius Greenwood & Barel, 1978
- Haplochromis prodromus Trewavas, 1935
- Haplochromis prognathus (Pellegrin, 1904)
- Haplochromis pseudopellegrini Greenwood, 1967
- Haplochromis ptistes Greenwood & Barel, 1978
- Haplochromis pundamilia (Seehausen & Bouton, 1998)
- Haplochromis pyrrhocephalus Witte & Witte-Maas, 1987
- Haplochromis pyrrhopteryx van Oijen, 1991
- Haplochromis retrodens (Hilgendorf, 1888)
- Haplochromis riponianus (Boulenger, 1911)
- Haplochromis rubescens Snoeks, 1994
- Haplochromis rubripinnis (Seehausen, Lippitsch & Bouton, 1998)
- Haplochromis rudolfianus Trewavas, 1933
- Haplochromis rufocaudalis (Seehausen & Bouton, 1998)
- Haplochromis rufus (Seehausen & Lippitsch, 1998)
- Haplochromis sauvagei (Pfeffer, 1896)
- Haplochromis saxicola Greenwood, 1960
- Haplochromis scheffersi Snoeks, De Vos & Thys van den Audenaerde, 1987
- Haplochromis schubotzi Boulenger, 1914
- Haplochromis schubotziellus Greenwood, 1973
- Haplochromis serranus (Pfeffer, 1896)
- Haplochromis serridens Regan, 1925
- Haplochromis simotes (Boulenger, 1911)
- Haplochromis simpsoni Greenwood, 1965
- Haplochromis smithii (Castelnau, 1861)
- Haplochromis snoeksi Wamuini Lunkayilakio & Vreven, 2010
- Haplochromis spekii (Boulenger, 1906)
- Haplochromis sphex ter Huurne & Witte, 2010
- Haplochromis squamipinnis Regan, 1921
- Haplochromis squamulatus Regan, 1922
- Haplochromis sulphureus Greenwood & Barel, 1978
- Haplochromis tanaos van Oijen & Witte, 1996
- Haplochromis taurinus Trewavas, 1933
- Haplochromis teegelaari Greenwood & Barel, 1978
- Haplochromis teunisrasi Witte & Witte-Maas, 1981
- Haplochromis theliodon Greenwood, 1960
- Haplochromis thereuterion van Oijen & Witte, 1996
- Haplochromis thuragnathus Greenwood, 1967
- Haplochromis tridens Regan & Trewavas, 1928
- Haplochromis turkanae Greenwood, 1974
- Haplochromis tyrianthinus Greenwood & Gee, 1969
- Haplochromis ushindi Van Oijen, 2004
- Haplochromis vanheusdeni Schedel, Friel & Schliewen, 2014
- Haplochromis vanoijeni de Zeeuw & Witte, 2010
- Haplochromis velifer Trewavas, 1933
- Haplochromis venator Greenwood, 1965
- Haplochromis vicarius Trewavas, 1933
- Haplochromis victoriae (Greenwood, 1956)
- Haplochromis victorianus (Pellegrin, 1904)
- Haplochromis vittatus (Boulenger, 1901)
- Haplochromis vonlinnei van Oijen & de Zeeuw, 2008
- Haplochromis welcommei Greenwood, 1966
- Haplochromis worthingtoni Regan, 1929
- Haplochromis xanthopteryx (Seehausen & Bouton, 1998)
- Haplochromis xenognathus Greenwood, 1957
- Haplochromis xenostoma Regan, 1922